# Dřív než nastal ráj
"Dřív než nastal ráj" (anglicky "Before Eden") je krátká sci-fi povídka spisovatele Arthura C. Clarka, která vyšla v Československu ve sbírce Zpráva o třetí planetě z roku 1982 , v ČR ve sbírce Devět miliard božích jmen z roku 2002 a ve sbírce Povídky z deseti světů z roku 2007.
V angličtině vyšla např. ve sbírce s názvem The Nine Billion Names of God.
Povídka nese ekologické poselství o tom, jaké neblahé důsledky může mít nezodpovědné chování člověka v prostředí, které si nárokuje.

## Děj
Skupina výzkumníků se vydává vznášedlem S-5 do oblasti jižního pólu Venuše, aby zde provedla průzkum. Hutchins je přesvědčen o možnosti života na této planetě a dokládá své tvrzení nálezem vyschlého vodopádu. Právě na náhorních plošinách pólů by mohla existovat jezera vroucí vody s potenciální formou života, na to Hutchins sází.
Nicméně vznášedlem se nedostanou přes strmý svah a tak si musí obléct odolné skafandry a vyrazit pěšky. Vědci mezi sebou losují, s Hutchinsem půjde Jerry. Je z toho nervózní, přece jen je něco jiného nacházet se bez spojení na cizí planetě. Kdyby se jim něco stalo, radši nemyslet. Jerry není ten pravý pionýrský dobrodruh, má rád své složité mašinky. Hutchinsovi evidentně takové úvahy na mysl nepřicházejí, je zaujat postupem a pozorováním okolí. Hlásí ochlazení teploty na 199 °C, což je zatím nejnižší teplota naměřená na Venuši. Jerry se pokouší navázat rádiové spojení, ale přes řev a praskot bouří se nic neozývá. Hutchins je vzrušený, naměřil nepatrně vyšší koncentraci kyslíku. Jerry namítá, že takové složení atmosféry nemůže nic dýchat. Hutchins protiargumentuje, že nejde o dýchání, ale o produkci kyslíku. Atmosféra na mladé Zemi byla obdobná - směs metanu, amoniaku a oxidu uhličitého, než se vyvinulo rostlinstvo a přeměnilo ji na dýchatelný vzduch pro zvířata. Hutchins doufá, že narazí na nějakou formu rostlin. Na živočichy je to ještě příliš brzy, museli by si počkat několik set milionů let.
Vědci dorazili k tmavému jezeru, z něhož stoupá pára. Jerrymu přijde na mysl vstup do podsvětí - chybí jen Charónův člun. Hutchins nemarní čas a odebírá vzorky vody. Poté zaregistruje něco podezřelého - zdá se mu, že se kus skály naproti rozrostl. Přibližuje se k nim podivný plazící se koberec. Nepředstavuje velké nebezpečí, pohybuje se příliš pomalu a Jerry Garfield se uklidní. Hutchins měl pravdu, je to projev místní flóry. Doplazí se až k nim a dál nepostupuje, odrazuje ji teplota sálající ze skafandrů. Hutchins provede pokus se světlem a namíří na tmavý koberec světelný kužel. Oba výzkumníci žasnou, světlo jim odhalí jasný vzor živých červených barev protkaný zlatými žilkami.
Vědci se uchylují k odpočinku, nafukují tlakový stan a konečně se mohou na chvíli zbavit nepohodlných skafandrů. Dochází jim závažnost jejich objevu, Venuše již není mrtvá planeta, přiřadí se k Zemi a Marsu. Člověk není ve vesmíru osamocený. I když nebude schopen se domluvit s objevenými formami života, musí je chránit. Tyto myšlenky poletují hlavou Hutchinse, nejšťastnějšího biologa v celé Sluneční soustavě, když pomáhá Jerrymu sbírat odpadky do plastikového sáčku, který zakopou opodál.
Vědecký tým odlétá kosmickou lodí „Jitřenka“ a rostlinný koberec se vrací k jezeru. Chemické puzení dává signály - tady to je! Chapadélka a výběžky pronikají škvírami v hornině i plastikovým sáčkem a koberec hoduje na výživných odpadcích. Absorbuje cukry, bílkoviny, fosfáty, celulózu z papírových šálků a také celý mikrokosmos bakterií a virů, které se na Zemi vyvinuly do vražedných kmenů. Několik z nich to dokáže i v tvrdých podmínkách Venuše. Koberec se plazí pryč a nese s sebou nákazu pro celou planetu. Příběh stvoření se uzavřel.